# Courier-MTA
Courier-MTA – serwer poczty elektronicznej na licencji GPL.
Obsługuje protokoły komunikacyjne: POP3, IMAP, SMTP, ESMTP, LDAP, TLS. Jest wyposażony w moduł webadmin do zarządzania zdalnego poprzez własną stronę internetową. Obsługuje listy dyskusyjne, skrzynki pocztowe w formacie maildir oraz mailbox, a także wirtualnych użytkowników zarządzanych jego własną bazą, LDAP, lub bazą danych typu MySQL lub PostgreSQL. Zawiera pakiet Courier-MTA wraz z maildrop oraz Courier-IMAP.
Projekt Courier zaczął się od napisania przez jego autora (Sama Varshavchika) serwera POP/IMAP, autor zniecierpliwiony rozwojem serwera SMTP Postfix postanowił sam napisać serwer SMTP. Następnie powstał interfejs WWW sqwebmail, moduł zarządzania przez WWW, obsługa list dyskusyjnych, protokołu SOCKS, IPv6, szyfrowania SSL i pozostałe moduły. Obecnie jest to pakiet oprogramowania mogący pełnić wszystkie funkcje serwera pocztowego. Cechą charakterystyczną tego projektu jest to, że jest on od początku do końca pisany przez jednego człowieka, przez co jego poszczególne elementy dobrze się integrują. Całość działa szybko i bezpiecznie oraz z przestrzeganiem wszystkich zaleceń zawartych w odpowiednich dokumentach RFC. Projekt ma budowę modularną, poszczególne moduły można w razie potrzeby wymienić na zamienniki z innych pakietów.
Courier-MTA może integrować się z pakietem AMaViS, skanerem antywirusowym ClamAV, programem antyspamowym SpamAssassin, cechuje się obsługą czarnych list oraz SPF, co powoduje, że dobrze chroni konta przed spamem. Ma czytelne i zrozumiałe pliki konfiguracyjne, choć da się nim zarządzać również z poziomu przeglądarki WWW.